# Stazione di Kotake-Mukaihara
La Stazione di Kotake-Mukaihara (小竹向原駅?, Kotake-Mukaihara-eki) è una stazione della Metropolitana di Tokyo, si trova a Nerima. La stazione è servita da due linee della Tokyo Metro e dalla linea Seibu Yūrakuchō delle Ferrovie Seibu.

## Struttura
La stazione è dotata di due piattaforme a isola con quattro binari sotterranei serventi le 3 linee.
| 1-2 | Linea Yūrakuchō         | per Ikebukuro, Yūrakuchō e Shin-Kiba                                              |
| 1-2 | Linea Fukutoshin        | per Ikebukuro, Shinjuku-sanchōme, Shibuya e, via linea Tōkyū Tōyoko, per Yokohama |
| 3   | Linea Yūrakuchō         | per Wakōshi, Shiki, Kawagoeshi e Shinrinkōen                                      |
| 3   | Linea Fukutoshin        | per Wakōshi, Shiki, Kawagoeshi e Shinrinkōen                                      |
| 3   | ■ Linea Seibu Yūrakuchō | per Nerima, Otesashi e Hannō                                                      |
| 4   | Linea Yūrakuchō         | per Wakōshi, Shiki, Kawagoeshi e Shinrinkōen                                      |
| 4   | Linea Fukutoshin        | per Wakōshi, Shiki, Kawagoeshi e Shinrinkōen                                      |

## Stazioni adiacenti
| «                     | Servizio           | »               |
| Linea Yūrakuchō       | Linea Yūrakuchō    | Linea Yūrakuchō |
| --------------------- | ------------------ | --------------- |
| Hikawadai             | Locale             | Senkawa         |
| Wakōshi               | Semiespresso       | Ikebukuro       |
| Linea Fukutoshin      |                    |                 |
| Wakōshi               | Espresso           | Ikebukuro       |
| Hikawadai             | Espresso pendolari | Ikebukuro       |
| Hikawadai             | Locale             | Senkawa         |
| Linea Seibu Yūrakuchō |                    |                 |
| Shin-Sakuradai        | Yūrakuchō Locale   | Senkawa         |
| Shin-Sakuradai        | Fukutoshin Locale  | Senkawa         |
| Shin-Sakuradai        | Espresso           | Ikebukuro       |